# Iszapkő

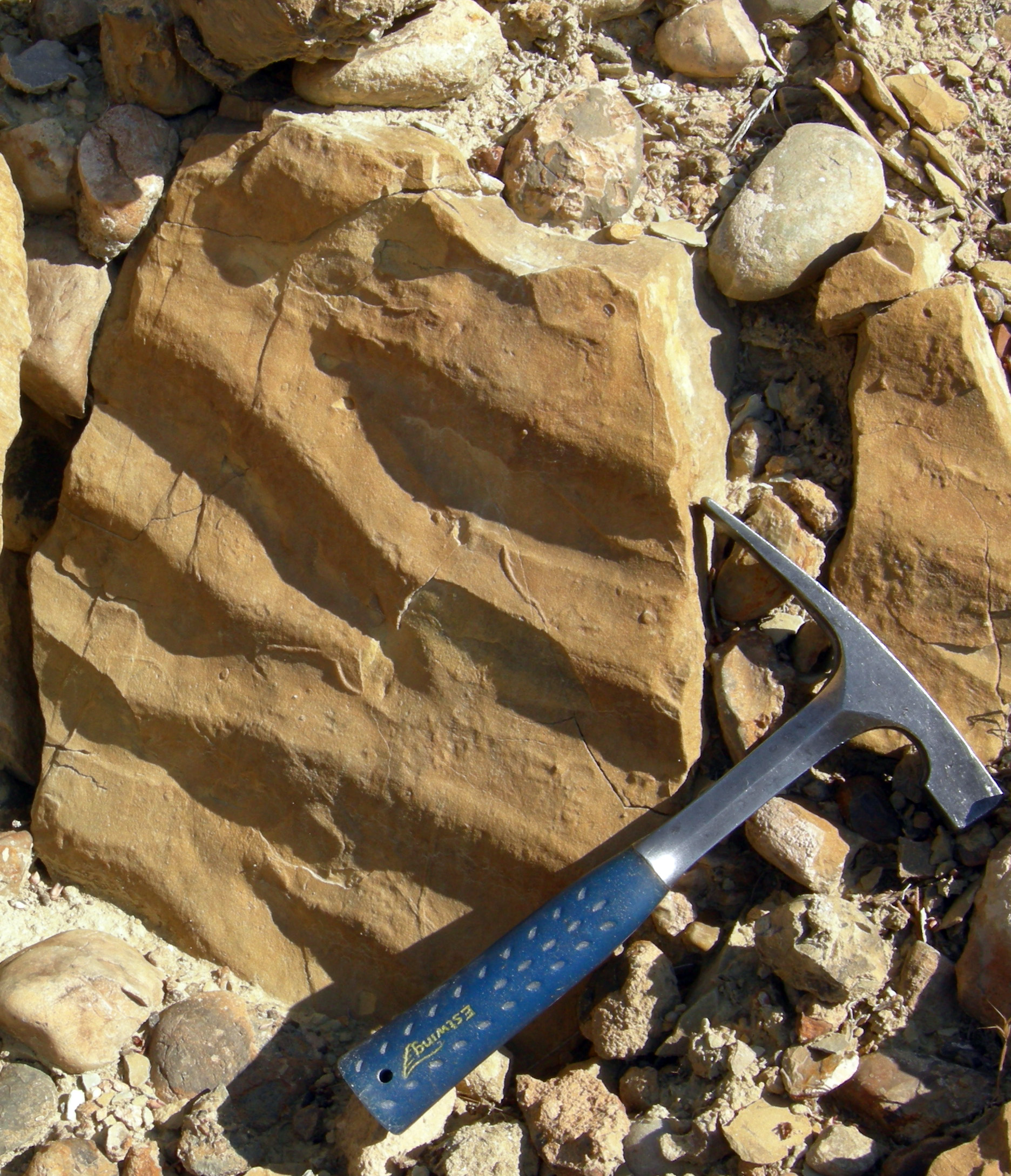
Aleurolit a utahi Carmel Aleurolit Formációból, a jura időszak közepéről

Az iszapkő vagy aleurolit törmelékes keletkezésű, extrabazinális típusú üledékes kőzet, melynek szemcseméret-tartománya az agyag és homok frakcióba esik. Egyes nevezéktanok az üledékes kőzetek közül csak a meszes cementációjú változatokat tekintik aleurolitnak.

## Keletkezése
Az aleurolit aleuritnak nevezett kőzetlisztből áll. Ez legtöbbször folyóvízben keletkezik és iszap formájában rakódik le, de szárazföldi képződése is ismert. Magyar terminológia szerint a homok-frakció 2 mm és 0,02 mm közötti, az agyag 0,02 mm alatti szemcseméretű. (Egyes országok meghatározása némiképp változhat.) Az aleurit az agyag- és homok-frakciót keverve tartalmazza.

Keletkezése erózióhoz köthető. A vízben felhalmozott törmelék kerekített szemcsékből áll, a szél által hordott pedig szögletes. A lerakódó aleurit nyomás és/vagy cementáló anyag hatására összeáll. Attól kezdve beszélünk aleurit helyett aleurolitról, amikor a szél vagy a víz már nem képes önállóan tovább hordozni a szemcséket.

## Megjelenése
Rendkívül sokféle megjelenése lehetséges, ami az összetételétől és a cementáció fokától függ. Előfordulása az egészen laza szerkezettől a kemény, burkolásra is alkalmas változatig terjed. Összetételében a homokok és az agyagok minden lehetséges változata megjelenhet.
Szerkezete a keletkezés körülményeitől függő. Lehet felismerhető szerkezet nélküli, rétegzett (a rétegződés minden lehetséges változatával), ezenkívül palás is, amennyiben nagy nyomáson, kisfokú metamorfizálódás hatására rétegessé válik.

## Színváltozatai
A kőzet színe függ a keletkezési körülményektől, az eredeti kőzetanyagtól, amelynek mállásával keletkezett, valamint a kiülepedés utáni környezeti változásoktól.
- Szárazföldi keletkezésűek lehetnek fehérek, vagy a sárgától a vörösön át a barnáig folytonos spektrumban. A fehér színt általában a kvarchomok-tartalom adja. A vörös árnyalatait a laterites mállás során keletkező vörös-vasoxid hozza létre.
- A vízi keletkezésűek általában több agyagásványt tartalmaznak, színük sötétebb, a halványszürkétől feketéig terjedő.

Utólagos (vagy ülepedés közbeni) behatásként például bitumenes fekete színt kaphat, a rézvegyületektől zöldes.

## Megnevezései
A magyar elnevezése összetételtől függő: lehet agyagos homokkő vagy homokos agyagkő. Az angol nyelvű irodalom nem a claystone vagy sandstone szavakból képzi, hanem önállóan siltstone (= iszapkő) névvel látja el.